# Llanelli RFC
El Llanelli Rugby Football Club es un equipo de rugby de Gales con sede en la ciudad de Llanelli.
Participa anualmente en la Premiership, la principal competición de la disciplina en el país.

## Historia
Fue fundada en 1875, desde el año 1990 participa en la Premiership, el principal torneo de Gales, en el cual ha logrado cuatro campeonatos.
En la Liga Celta, en la que participó en la temporada 2001-02 y 2002-03, es representado desde el 2003 por el equipo Scarlets.
Durante su larga historia ha conseguido derrotar a diferentes representativos nacionales como el caso de la selección de Australia, Fiyi, Samoa y Nueva Zelanda en 1972.

## Palmarés
- Premiership (4): 1992-93, 1998-99, 2001-02, 2010-11.
- Copa de Gales (14): 1973, 1974, 1975, 1976, 1985, 1988, 1991, 1992, 1993, 1998, 2000, 2003, 2005, 2010.
- Campeonato de Gales no oficial (7): 1896-97, 1927-28, 1929-30, 1932-33, 1967-68, 1973-74, 1976-77.